# Type-Moon
TYPE-MOON (タイプムーン Taipu Mūn?) är ett japanskt företag som skapar visuella romaner. Det är även känt under namnet Notes (ノーツ Nōtsu?). Efter att som en hobbygrupp ha släppt det populära spelet Tsukihime bildades ett företag och de fortsatte med det än mer populära spelet Fate/stay night. Av båda dessa verk har framgångsrika manga- och animeserier släppts. Det första de släppte under Type-Moon var en kortroman som heter Kara no Kyoukai.

## Releaser
Type-Moon har producerat följande titlar:

### Romaner
- Kara no Kyoukai, kortroman, släppt oktober 1998 och återtryckt 2004 samt 2007.

### Tsukihime
- Tsukihime, PC-baserad erotisk visuell roman, släppt i december 2000.
- Tsukihime PLUS-DISC, släppt i januari 2001.
- Kagetsu Tohya, PC-baserad uppföljare till Tsukihime, släppt i augusti 2001.
- Tsuki-Bako, en särskilt paketerad 3-diskutgåva som inkluderade Tsukihime, PLUS+DISC och Kagetsu Tohya och mer multimedia, släppt i april 2003.
- Tsukihime, en nyutgåva av originalet.

### Fate/stay night
- Fate/stay night, PC-baserad erotisk visuell roman, släppt den 30 januari 2004. En DVD-version släpptes den 29 mars 2006 och en icke-erotisk PS2-portning döpt till Fate/stay night [Réalta Nua] släpptes 2007.
- Fate/hollow ataraxia, PC-baserad uppföljare till Fate/stay night, släppt den 28 oktober 2005.
- Fate/zero, mindre roman, släppt den 12 december 2006. Samarbetsprojekt med Nitroplus.
- Fate/tiger colosseum, Playstation Portable 3D-fightingspel, släppt den 13 september 2007. Skapat av Capcom och cavia, inc..
- Fate/unlimited codes, arkadspel 3D-fightingspel. Utvecklat av 8ing/Raizing och cavia, publicerat av Capcom.

### Melty Blood
- Melty Blood, PC-baserat fightingspel, utvecklat tillsammans med French-Bread, släppt i december 2002.
- Melty Blood ReACT, PC-baserad expansion till Melty Blood, släppt maj 2004.
- Melty Blood ReACT Final Tuned, uppdatering till Melty Blood ReACT, släppt gratis som nedladdning.
- Melty Blood: Act Cadenza, arkadversion av Melty Blood, släppt till Playstation 2 2006.
- Melty Blood: Act Cadenza Version B, uppdaterad PC-versionen av Act Cadenza, släppt den 27 juni 2007.
- Melty Blood: Actress Again.